# Ставнійчук Марина Іванівна
Марина Іванівна Ставнійчук (нар. 3 травня 1965, Бершадь, Вінницька область, Українська РСР) — український юрист, кандидат юридичних наук (1999), Заслужений юрист України (2002). Голова правління Громадського об'єднання «За демократію через право», віце-президент Світового конгресу українських юристів.

## Освіта
У 1987 закінчила Київський державний університет ім. Т. Г. Шевченка, правознавство, юрист.

## Кар'єра
- 08.1987 — 11.1987: стажист адвоката в юридичній консультації Ленінського району м. Вінниці.
- 11.1987 — 01.1997: аспірантка Інституту держави і права ім. В. М. Корецького.
- 01.1997 — 04.1999: молодший науковий співробітник, вчений секретар Інституту держави і права ім. В. М. Корецького.
- 04.1999 — 06.2007: член, заступник Голови Центральної виборчої комісії.
- 06.2007 — 03.2010: заступник Глави Секретаріату Президента України — Представник Президента України у Конституційному Суді України, представник Президента України у Центральній виборчій комісії.
- 2009—2013: Член Європейської комісії за демократію через право (Венеційська комісія).
- з 1 квітня 2011 року — заступник Глави Адміністрації Президента України.[3]
- 04.2011 — 10.2014: Керівник Головного управління з питань конституційно-правової модернізації Адміністрації Президента України.
- 2013 і дотепер — експерт Європейської комісії за демократію через право (Венеційська комісія).

З листопада 2017 року — голова комітету з питань верховенства права Національної асоціації адвокатів України.

## Наукові праці
Автор понад сімдесяти наукових праць у галузі конституційного права України, порівняльного конституційного права, в тому числі автор наукової монографії, співавтор багатьох колективних наукових монографій, підручників, навчальних посібників, інформаційно-аналітичних видань, підготовлених та виданих Центральною виборчою комісією, а також низки статей багатотомного видання «Юридична енциклопедія».
За редакцією Ставнійчук М. І. підготовлено та видано перший в Україні навчальний посібник «Виборче право України» (2003)

## Відзнаки
Нагороджена орденом княгині Ольги II ст. (2007), III ст. (2005), Почесною грамотою Кабінету Міністрів України (2006). Заслужений юрист України.
Нагороджена Премією імені М. П. Василенка Національної академії наук України за цикл праць «Проблеми становлення і розвитку правової держави в Україні». Лауреат всеукраїнських конкурсів на найкраще юридичне видання, що проводяться Спілкою юристів України.
Лауреатка премії «Жінка ІІІ тисячоліття» в номінації «Знакова постать» (2018)

## Інше
Має перший ранг державного службовця.
Захоплюється літературою, живописом та вирощуванням квітів.